# 5 cm Pak 38
A 5 cm Pak 38 (L/60) (5 cm Panzerabwehrkanone 38 (L/60)) foi  uma arma antitanque alemã de 50 mm. Foi desenvolvida em 1938 pela Rheinmetall-Borsig como sucessora da 37 mm Pak 36, e foi sucedida pela 75 mm Pak 40.

## Sucessor para o 3.7 cm Pak 36
Após a Guerra Civil Espanhola, as autoridades alemãs começaram a pensar que uma nova arma anti-tanque seria necessária, mesmo que os 3.7 cm Pak 36 tinha provado ser muito bem sucedido. Eles pediram a Rheinmetall-Borsig para produzir um novo e mais potente antitanque. Eles primeiro desenharam o Pak 37 em 1935, mas as autoridades alemãs não aprovaram por causa de suas capacidades baixas. Rheinmetall-Borsig foram forçados a criar uma nova arma sob a designação Pak 38, que montado um novo L/60 tambor foi aprovado para produção em massa em 1939.